# Anthidiellum ruficeps
Anthidiellum ruficeps är en biart som först beskrevs av Heinrich Friese 1914.  Anthidiellum ruficeps ingår i släktet Anthidiellum och familjen buksamlarbin. Inga underarter finns listade i Catalogue of Life.